# Julia Louis-Dreyfus
Julia Scarlett Elizabeth Louis-Dreyfus, född 13 januari 1961 i New York i New York, är en amerikansk skådespelare, främst känd för sin roll som Elaine Benes i TV-serien Seinfeld (1989–1998).
Louis-Dreyfus har vunnit en Golden Globe och sammanlagt sex Emmy Awards för sina roller som Elaine Benes i Seinfeld, Christine Campbell i Christine och Selina Meyer i Veep. 2013 fick hon sin 14:e Emmy-nominering och slog därmed Lucille Balls rekord med flest antal nomineringar. Hon är även den enda kvinna som vunnit fyra Emmys i komedifacket för en HBO-producerad serie.

## Bakgrund
Julia Louis-Dreyfus föddes i New York. Hennes mor, Judith, var författare och speciallärare och hennes far, Gérard Louis-Dreyfus, var jurist, affärsman och miljardär. Hennes föräldrar skilde sig när hon var ett år gammal. Hon följde med sin mor till Washington, D.C när hon var åtta år gammal, där modern gifte sig med L. Thompson Bowles, rektor på George Washington University Medical School.
Julia Louis-Dreyfus har en halvsyster, på faderns sida, som heter Phoebe och är socialarbetare.
Hennes far var arvinge till Louis Dreyfus Group, ett av världens största varumärkes- och marknadsföringsföretag. Hon var kusin till Robert Louis-Dreyfus, tidigare chef för Adidas och ägare till det franska  fotbollslaget Olympique de Marseille.
På moderns sida har Julia Louis-Dreyfus ytterligare en halvsyster, skådespelerskan Lauren Bowles. De har uppträtt tillsammans både i Seinfeld och i Christine samt i Veronica Mars och filmen Ghost World.
Hon tillbringade sin barndom i flera stater både i och utanför USA eftersom hennes styvfar var engagerad i medicinska hjälparbetesprojekt. Bland annat bodde hon längre tider i Sri Lanka, Colombia och Tunisien. Hon avslutade high-school i Bethesda, Maryland år 1979 och gick på Northwestern University i Evanston, Illinois. På universitetet studerade Julia Louis-Dreyfus teater och där träffade hon sin blivande make Brad Hall. Efter tre år hoppade hon av universitet och hon och hennes blivande make började i TV-programmet Saturday Night Live.
Julia Louis-Dreyfus och Brad Hall har två söner, Henry (född i juni 1992) och Charles (född i maj 1997). Hon stöttade Al Gores kampanj i presidentvalet 2000 och hon talar en del franska efter sin far.

## Karriär

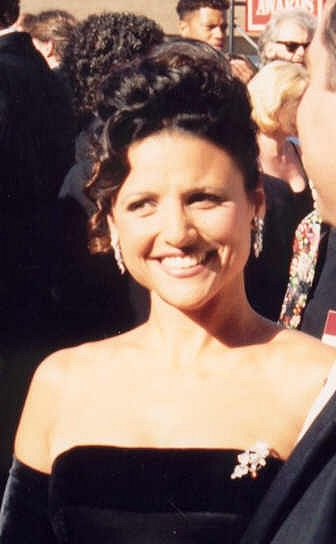
Julia Louis-Dreyfus 1994.

Julia Louis-Dreyfus var med i TV-programmet Saturday Night Live på NBC mellan åren 1982 och 1985. Endast 21 år gammal är hon, tillsammans med Abby Elliott, den yngsta kvinnliga medlemmen någonsin. På Saturday Night Live träffade hon manusförfattaren Larry David som skapade TV-serien Seinfeld tillsammans med Jerry Seinfeld. Hon fick senare rollen som Jerrys före detta flickvän Elaine Benes i TV-serien och under de nio säsongerna mellan 1990 och 1998 var hon med i alla avsnitt utom tre.
Efter Seinfeld startade NBC situationskomedin Se upp för Ellie i vilken hon spelade huvudrollen, bland annat mot Peter Stormare som grannen Ingvar och Steve Carell som exmaken Edgar. TV-serien lades ner efter två år. Det talade mycket om "Seinfeldförbannelsen" i samband med seriens nedläggande. En förbannelse ansågs ha drabbat huvudrollsinnehavarna i den populära TV-serien och vad de sedan gjorde skulle floppa.
Den 13 mars 2006 hade Warner Bros. TV-serien Christine (The New Adventures of Old Christine) premiär där Louis-Dreyfus har Denna roll gav henne sin andra Emmy Award. Serien tappade efter fyra säsonger tittarsiffror, och våren 2010 lades serien ner.
Efter Seinfeld har hon också haft en återkommande biroll i Arrested Development. Hon har även givit röst åt karaktären Gloria i The Simpsons, var värd för Saturday Night Live den 13 maj 2006 och blev därmed den första kvinnliga före detta ensemblemedlemmen som fick återkomma som värd för programmet, vilket hon gjorde tillsammans med Jerry Seinfeld och Jason Alexander som spelade George Costanza i Seinfeld. Under TV-showen drev de med den så kallade "Seinfeldförbannelsen", som syftar på fenomenet att ingen av de tidigare Seinfeld-skådespelarna nått några större framgångar efter serien. När hon senare samma år tog emot en Emmy för Christine sade hon ironiskt "förbanna den här".
Den 21 juni 2009 meddelade handelskammaren i Hollywood att Julia Louis-Dreyfus får en stjärna på Hollywood Walk of Fame. De fyra huvudrollsinnehavarna i Seinfeld var med i Seinfeldskaparen Larry Davids TV-serie Simma lugnt, Larry! i tre avsnitt på höstsäsongen 2009.
2011 fick hon rollen som vice-presidenten Selina Meyer i komediserien Veep från HBO. Rollen har gett henne ytterligare fyra Emmy Awards. Serien har sänts i sex säsonger.

## Filmografi (urval)
- 1982–2007 – Saturday Night Live (TV-serie) (58 avsnitt)
- 1986 – Troll
- 1986 – Hannah och hennes systrar
- 1986 – Soul Man
- 1989–1998 – Seinfeld (TV-serie) (172 avsnitt)
- 1989 – Ett päron till farsa firar jul
- 1993 – Jack the Bear
- 1994 – Snacka om rackartyg
- 1997 – Två pappor för mycket
- 1997 – Harry bit för bit
- 1998 – Ett småkryps liv (röst)
- 1999 – Djurfarmen (röst)
- 2000–2009 – Simma lugnt, Larry! (TV-serie) (åtta avsnitt)
- 2001–2008 – Simpsons (TV-serie) (tre avsnitt)
- 2004–2005 – Arrested Development (TV-serie) (fyra avsnitt)
- 2006–2010 – Christine (TV-serie) (88 avsnitt)
- 2012–2017 – Veep (TV-serie) (58 avsnitt)
- 2013 – Flygplan (röst)
- 2013 – Enough Said
- 2020 – Downhill
- 2023 – You People (TV-serie)
- 2025 – Thunderbolts*